# Reniochalina
Reniochalina is een geslacht van sponsdieren uit de klasse van de Demospongiae (gewone sponzen).

## Soorten
- Reniochalina novaezealandiae (Brøndsted, 1924)
- Reniochalina rigida (Carter, 1883)
- Reniochalina stalagmitis Lendenfeld, 1888